# Mizuno Tadakuni

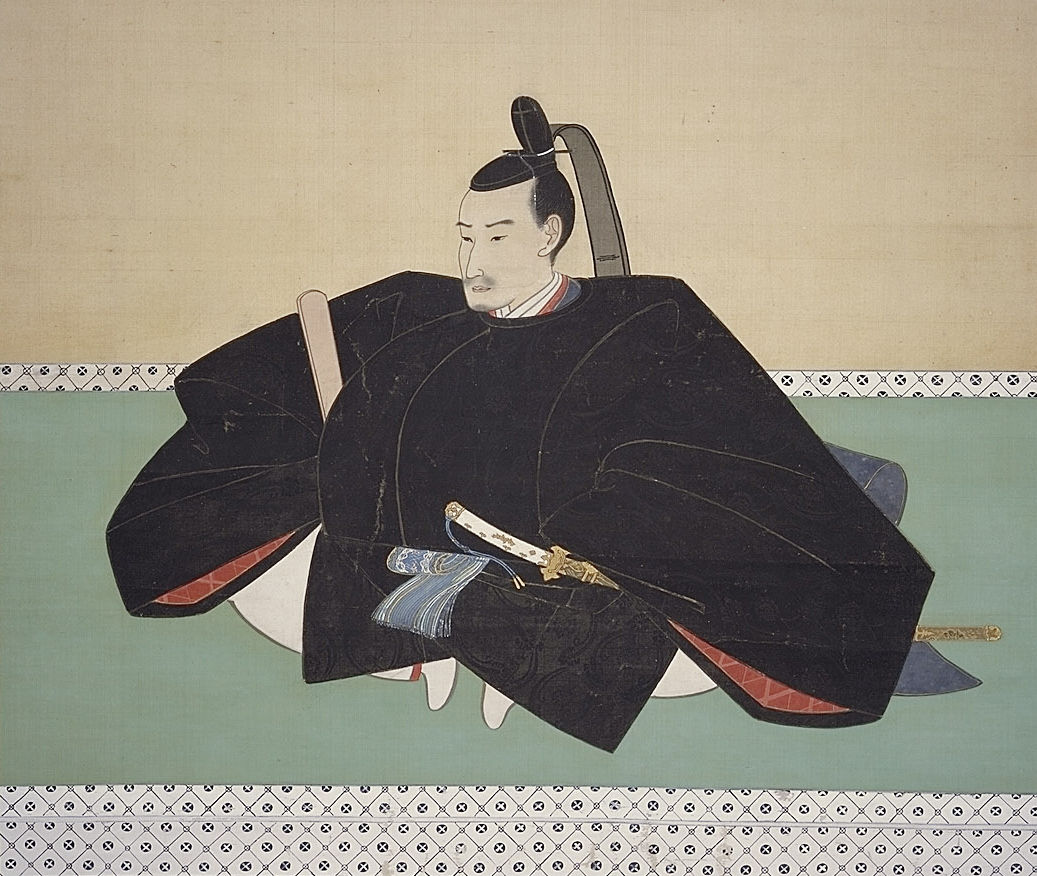
Mizuno Tadakuni

Mizuno Tadakuni (japanisch 水野 忠邦; geboren 19. Juli 1794 in Edo (Provinz Musashi); gestorben 12. März 1851 daselbst) war ein japanischer Daimyō. In der späten Edo-Zeit wurde er der Rōjū, der 1841 die größtenteils gescheiterte Tempō-Reformen (天保の改革, Tempō no Keikaku) durchführte.

## Leben und Wirken

### Frühe Jahre
Mizuno Tadakuni war der zweite Sohn von Mizuno Tadaakira (水野 忠光; 1771–1814). Seine Mutter war Nakagawa Tsune (中川 恂), eine Konkubine. Sein Kindheitsname war Osogorō (於菟五郎). Später führte er die Titel Shikibu Shosuke (式部 少輔), Izumo no Kami (和泉守), Sakon Shōgen (左近 将監). Im Jahr 1805 wurde er vom Shogunat unter dem Namen Tadakuni offiziell als Tadaakiras Erbe anerkannt. Drei Jahre später wurde Mizuno zum „Nagasaki keibi“ (長崎警備), also Kommissar für Nagasaki ernannt. Im Jahr 1814, im Alter von 19 Jahren, wurde er der 11. Herr der Karatsu-Domäne (唐津藩) mit einem Einkommen von 60.000 Koku. Dazu kamen Einnahmen von insgesamt 250.000 Koku.
Mizuno übernahm 1817, ungeachtet finanzieller Nachteile, die Hamamatsu-Domäne, da das mit 60.000 Koku für die Beförderung zum Fudai-Daimyō von Vorteil war. Im selben Jahr wurde er zum „Jisha bugyō“ (寺社奉行), Kommissar für Tempel und Schreine, ernannt. 1820 wurde er Aufseher über die Burg Ōsaka und im darauffolgenden Jahr Aufseher für Kyōto (京都所司代, Kyōto Shoshidai), wobei er den Ehrennamen Echizen no kami (越前守) annahm. 1828, im Alter von 35 Jahren, wurde er von Ieyoshi zum Nishi-no-maru Rōjū (西丸老中) befördert und schließlich 1834 zum Honmaru Rōjū (本丸老中) ernannt.
Ungefähr in der Mitte der Tempō-Ära (1830–1844) eskalierten die internen Unruhen bis hin zum Krieg. Der Mikawa-Kamo-Aufstand (三河加茂一揆, Mikawa-Kamo Ikki), die Gunnai-Unruhen (郡内騒動, Gunnai Sōdō), die Sado-Ikkoku-Rebellion (佐渡一国騒動, Sado Ikkoku Sōdō) und die Ōshio-Rebellion (大塩の乱, Ōshio no Ran), sie alle zwangen dazu, sich mit dem „ausländischen Einfluss“ der europäischen Mächte auseinanderzusetzen. Im Jahr 1837 wurde Ieyoshi 12. Shogun und im Jahr 1839 wurde Tadakuni oberster Rōjū, wodurch sein Vermögen um 10.000 Koku anwuchs und er den Höhepunkt seiner Karriere erreichte. Mit dem Tod von Ienari, einer Persönlichkeit, die 1841 insgeheim noch mächtig gewesen war, wurden Versuche unternommen, die Ienari-Fraktion auszuschalten und Reformisten zusammenzubringen. Am 15. Mai desselben Jahres wurden die Absichten der Tempō-Reform bekannt gegeben.

### Spätere Jahre
Mizuno war mit Kalligraphie, Malerei, höfischer Musik (雅楽, Gagaku), japanischer Poesie und klassischen Studien bestens vertraut. Er strebte danach, sparsam und sparsam zu sein, trug immer Baumwollkleidung und vertrat die Philosophie der konfuzianischen Askese. Von der Förderung der Samurai bis Stärkung des Lebens und der Bräuche des einfachen Volkes setzte er sich mit aller Kraft ein.
Allerdings wurde Tadakuni vom einfachen Volk von Edo sogar als „Ein Herz wie ein Tier, Bösewicht aller Zeiten“ (人面獣心、古今の悪玉, Jinmenjūshin, kokon no akudama) bezeichnet. Seine Politik stieß auch innerhalb des Shogunats auf Widerstand, und er musste Rückschläge hinnehmen. Auch der Widerruf des „Jōchi Rei“ (上知令), eine Anweisung, Länder an das Shogunat zurückzugeben, half nichts: am 13. September 1843 wurde er als Rōjū entlassen. An diesem Tag wurde Tadakunis offizieller Wohnsitz von Tausenden Edo-Bürgern mit Steinen beworfen. 1844 wurde er in die Regierung als Rōjū zurückgerufen, kündigte jedoch nach acht Monaten wegen der Verschlimmerung seiner chronischen Krankheit.
Aufgrund von Fehlverhalten von Mizunos Untergebenen wurden im September des folgenden Jahres 10.000 Koku Einnahmen aus zusätzlichem Land, 10.000 Koku aus dem Hauptbesitz sowie die Residenz und das Haus beschlagnahmt. Sein ältester Sohn Tadakiyo (水野忠清) wurde im November in die Provinz Dewa versetzt. Tadakunis Militärreformen in der Hamamatsu-Domäne, zu denen auch die Aufstellung einer Bauernarmee im Jahr 1844 gehörte, hatten ebenfalls für Unzufriedenheit unter der Bevölkerung der Domäne gesorgt. Tadakuni war nicht in der Lage, seinen Sohn nach Yamagata zu begleiten. 1849 durfte er aufgrund seines sich verschlechternden Zustands von seinem Wohnort im Dorf Nakashibuya (中渋谷) im Bezirk Ebara nach Mita (三田) ziehen. Er erlag schließlich seiner Krankheit.
Bestattet wurde Mizuno am Tempel Banshō-ji (万松寺) in Yamakawa, Provinz Shimousa, heute Stadt Yūki, Präfektur Ibaraki.